# بردگان شکارشده
بردگان شکارشده (به انگلیسی: The Hunted Slaves) یک نقاشی قرن نوزدهمی اثر هنرمند بریتانیایی ریچارد آنسدل است. این اثر که با رنگ روغن روی کرباس کشیده شده‌است، دو برده آفریقایی آمریکایی در حال فرار را نشان می‌دهد که با چند سگ شکاری روبه‌رو شده‌اند. این اثر در مجموعه موزه بین‌المللی بردگی در لیورپول نگهداری می‌شود.